# Hello (singolo Karmin)
Hello è il secondo singolo estratto dall'EP omonimo del duo americano Karmin. La canzone è stata co-scritta dai due componenti della band, Amy Heidmann e Nick Noonan, insieme a Stargate, Autumn Rowe e Claude Kelly. La canzone è stata distribuita alle radio il giorno stesso in cui è stata pubblicata, il 31 luglio 2012. La canzone contiene un campionamento vocale della celeberrima canzone Smells Like Teen Spirit dei Nirvana.

## Video musicale
Il video della canzone è stato caricato sul canale VEVO dei Karmin il 7 agosto 2012 ed è stato girato a China Town a New York nel giugno 2012.

## Classifiche
| Classifica(2012)      | Posizione raggiunta |
| --------------------- | ------------------- |
| Canada                | 72                  |
| Nuova Zelanda         | 21                  |
| USA Billboard Hot 100 | 64                  |
| USA (pop)             | 16                  |
| USA (dance)           | 1                   |